# Ischnomantis usambarica
Ischnomantis usambarica är en bönsyrseart som beskrevs av Sjöstedt 1909. Ischnomantis usambarica ingår i släktet Ischnomantis och familjen Mantidae. Inga underarter finns listade i Catalogue of Life.